# La Dernière Prophétie

La Dernière Prophétie est une série de bande dessinée écrite et dessinée par Gilles Chaillet.

## Synopsis
L’an 394 à Rome. Les armées de l’empereur chrétien Théodose Ier, constituées pour partie de barbares baptisés de fraîche date, s’emparent de la ville. Après que toute sa famille a été massacrée, Flavien a embrassé le culte sibyllin. Tel Orphée, il va devoir descendre aux Enfers pour retrouver sa bien-aimée ; il y découvrira l’existence de sept prophéties, dont la dernière est la clé de la destinée humaine.

## Albums
1. Voyage aux enfers (2002)[1]
2. Les Dames d’Emèse (2003)
3. Sous le signe de Ba’al (2004)
4. Le Livre interdit (2007)
5. La Foudre et la Croix (dessin de Dominique Rousseau, 2012)

Voyage aux enfers - Esquisses (tirage limité, 2002)

## Publication

### Éditeur
- Glénat (collection « La Loge noire ») : tomes 1 à 5 (première édition des tomes 1 à 5)